# Komsomolskoje (Kaliningrad)
Komsomolskoje (russisch Комсомольское, deutsch Schönfließ, Kreis Königsberg/Samland) ist eine Siedlung innerhalb des Moskauer Rajons der Stadt Kaliningrad (Königsberg (Preußen)), der Hauptstadt der Oblast Kaliningrad (Gebiet Königsberg).

## Geographische Lage
Komsomolskoje liegt im südöstlichen Bereich des Moskauer Rajons und ist fünf Kilometer vom Stadtzentrum entfernt. Durch den Ort verläuft die russische Fernstraße A 195 (ehemalige deutsche Reichsstraße 128), die von Kaliningrad nach Bagrationowsk (Preußisch Eylau) und weiter bis nach Polen führt. Die nächste Bahnstation ist der Haltepunkt Aiwasowskaja (bis 1945 „Seligenfeld“) an der Bahnstrecke von Kaliningrad über Gussew (Gumbinnen) nach Litauen (Teilstück der ehemaligen Preußischen Ostbahn).

## Geschichte
Das ehedem Schönfließ (nach 1820 Schönflies) genannte Dorf wurde 1874 in den neu errichteten Amtsbezirk Seligenfeld (heute russisch: Dalneje) eingegliedert und gehörte bis 1939 zum Landkreis Königsberg (Preußen) (1939 bis 1945 Landkreis Samland) im Regierungsbezirk Königsberg der preußischen Provinz Ostpreußen. Im Jahre 1905 wurde der auf dem rechten Ufer des Alten Pregels (russisch: Staraja Pregolja) sowie der südlich des Alten Pregels zu beiden Seiten der Chaussee (heute A 195) nach Preußisch Eylau (russisch: Bagrationowsk) gelegene Teil nördlich der Bahnlinie der Königlichen Ostbahn in die Stadtgemeinde und den Stadtkreis Königsberg (Preußen) (Kaliningrad) eingegliedert. Im Jahre 1910 betrug die Bevölkerungszahl von Schönfließ immerhin noch 354.
Am 14. Mai 1930 schlossen sich die drei Landgemeinden Adlig Neuendorf (russisch: Rschewskoje), Seligenfeld (Dalneje) und Schönfließ zum neuen Amtsbezirk Adlig Neuendorf zusammen. Drei Jahre später betrug die Zahl der Einwohner in Schönfließ 578.
Der 1. April 1939 brachte das „Aus“ in der Selbständigkeit von Schönfließ: das Dorf wurde – wie auch Adlig Neuendorf und Seligenfeld – in die Stadtgemeinde und den Stadtkreis Königsberg (Preußen) eingemeindet.
Infolge des Zweiten Weltkrieges kam das nördliche Ostpreußen mit Königsberg zur Sowjetunion. Schönfließ erhielt die russische Bezeichnung „Komsomolskoje“. Seit 1993 ist es ein Stadtteil im Moskauer Rajon der Stadt Kaliningrad (Königsberg).

## Kirche
Die bis 1945 überwiegend evangelische Bevölkerung von Schönfließ war in das Kirchspiel Seligenfeld (heute russisch: Dalneje) eingepfarrt und gehörte somit zum Kirchenkreis Königsberg-Land I in der Kirchenprovinz Ostpreußen der Kirche der Altpreußischen Union. Der letzte deutsche Geistliche war Pfarrer Friedrich Lautsch.
Heute liegt Komsomolskoje im Einzugsbereich der Kaliningrader evangelisch-lutherischen Auferstehungskirche. Sie gehört zur neu gebildeten Propstei Kaliningrad der Evangelisch-lutherischen Kirche Europäisches Russland (ELKER).